# Midskogen
Ej att förväxla med Midtskogen i Elverums kommun i Norge
Midskogen är ett naturreservat i Sollefteå kommun i Västernorrlands län.
Området är naturskyddat sedan 2014 och är 125 hektar stort. Reservatet består av en grandominerad naturskog med inslag av äldre brandpräglad tallskog samt ett antal mindre våtmarker.